# Cyclocorus lineatus
Cyclocorus lineatus är en ormart som beskrevs av Reinhardt 1843. Cyclocorus lineatus ingår i släktet Cyclocorus och familjen snokar.
Arten förekommer i norra och centrala Filippinerna. Den lever i låglandet och i bergstrakter upp till 1400 meter över havet. Cyclocorus lineatus kan leva i olika habitat men den behöver vattendrag med stenig grund i levnadsområdet. Den besöker även mindre samhällen. Denna orm jagar främst små fiskar. Honor lägger ägg.
Vattenföroreningar som minskar antalet bytesdjur är ett hot mot beståndet. Hela populationen anses fortfarande vara stabil. IUCN kategoriserar arten globalt som livskraftig.

## Underarter
Arten delas in i följande underarter:
- C. l. lineatus
- C. l. alcalai